# Norrsunda-Skånela distrikt
Norrsunda-Skånela distrikt är ett distrikt i Sigtuna kommun och Stockholms län. 
Distriktet ligger öster om Sigtuna.

## Tidigare administrativ tillhörighet
Distriktet inrättades 2016 och utgörs av socknarna  Norrsunda och Skånela i Sigtuna kommun.
Området motsvarar den omfattning Norrsunda församling hade vid årsskiftet 1999/2000 och som den fick 1998 när socknarnas församlingar gick samman.